# Gaehwa (métro de Séoul)
Gaehwa (en coréen : 개화역) est la station terminus nord-ouest de la ligne 9 du métro de Séoul. Elle est située, 19 Gaehwadong-ro 8-gil, dans l'arrondissement de Gangseo-gu, à Séoul en Corée du Sud.
Ouverte en 2009, la station est desservie par les rames omnibus qui circulent sur la ligne 9.

## Situation sur le réseau

Plan du réseau (2023)

La station Gaehwa, établie en surface, terminus nord-ouest de la ligne 9 du métro de Séoul, est située avant la station Aéroport international de Gimpo, en direction du terminus sud-est VHS Medical Center.

## Histoire
La station Gaehwa, terminus nord-ouest de la ligne 9, est mise en service le 24 juillet 2009, lors de l'ouverture à l'exploitation de la première section de la ligne entre Gaehwa et Sinnonhyeon. C'est la seule station non souterraine de la ligne. Gérée par le consortium de la ligne 9. Elle abrite le siège, un dépôt et le centre de contrôle de la ligne.

## Services aux voyageurs

### Accès et accueil
Domiciliée au 19 Gaehwadong-ro 8-gil, la station dispose de deux accès numérotés 1 à 2. Elle est organisée sur un niveau en surface avec une mezzanine reliés par des escaliers et des ascenseurs avec un quai central. Elle est équipée d'automates notamment pour l'achat titres de transport. Terminus, elle abrite notamment le siège et la base véhicule de la ligne 9, une salle de gestion de la sécurité, une salle d'attente des équipages.

### Desserte
Gaehwa est desservie par les rames omnibus qui circulent sur la ligne 9.

Installations
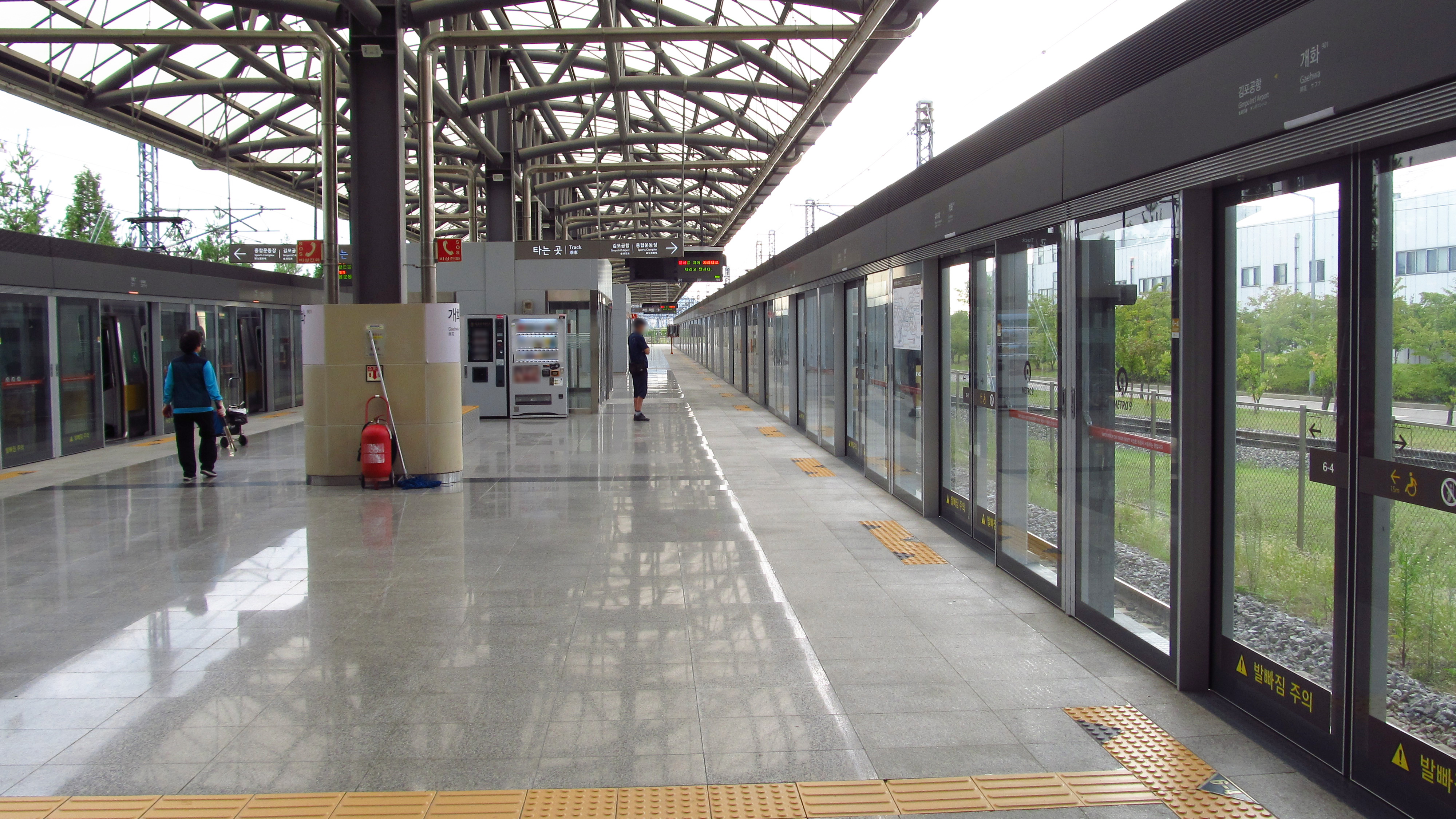
En 2018.
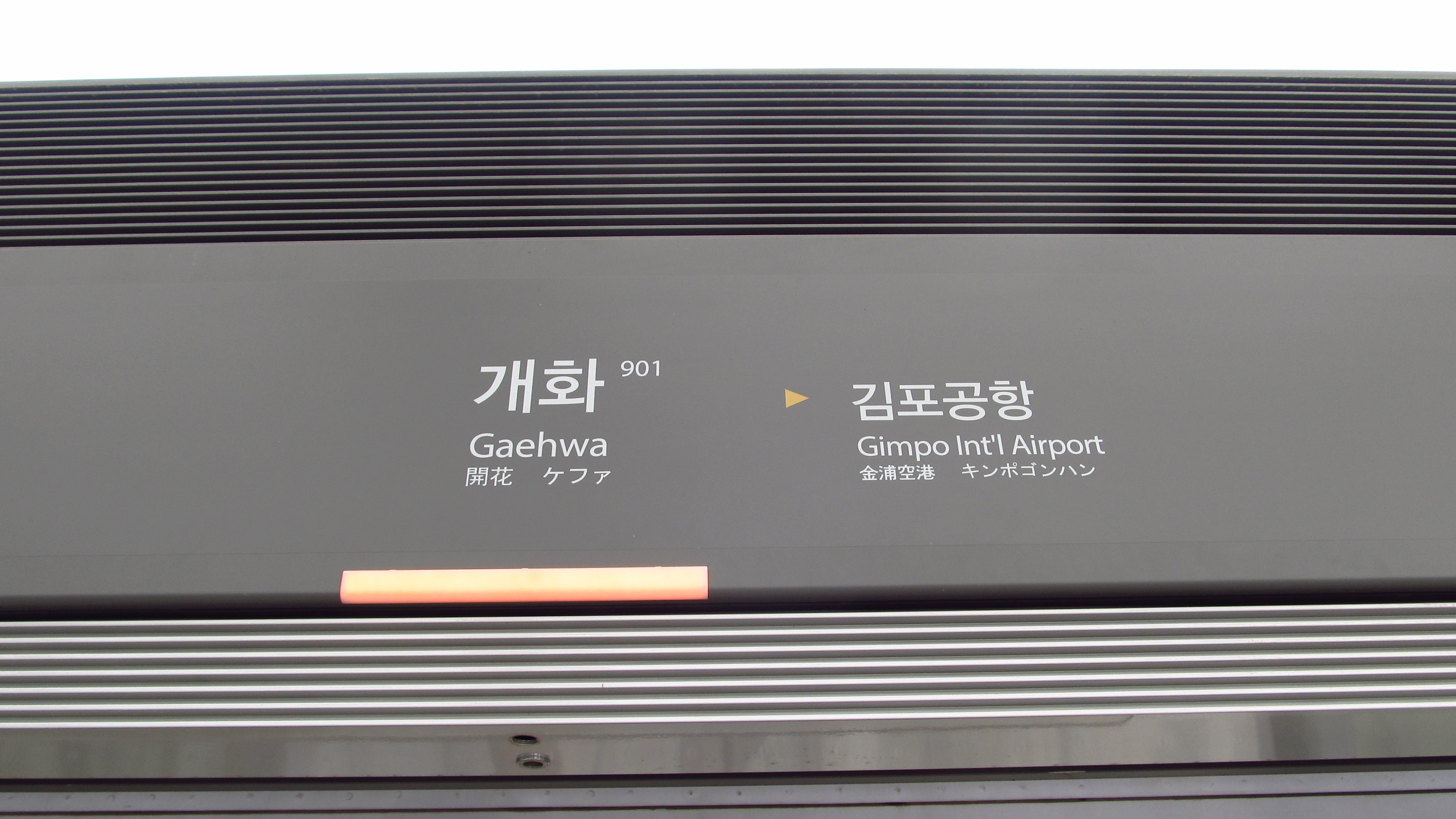
En 2018.
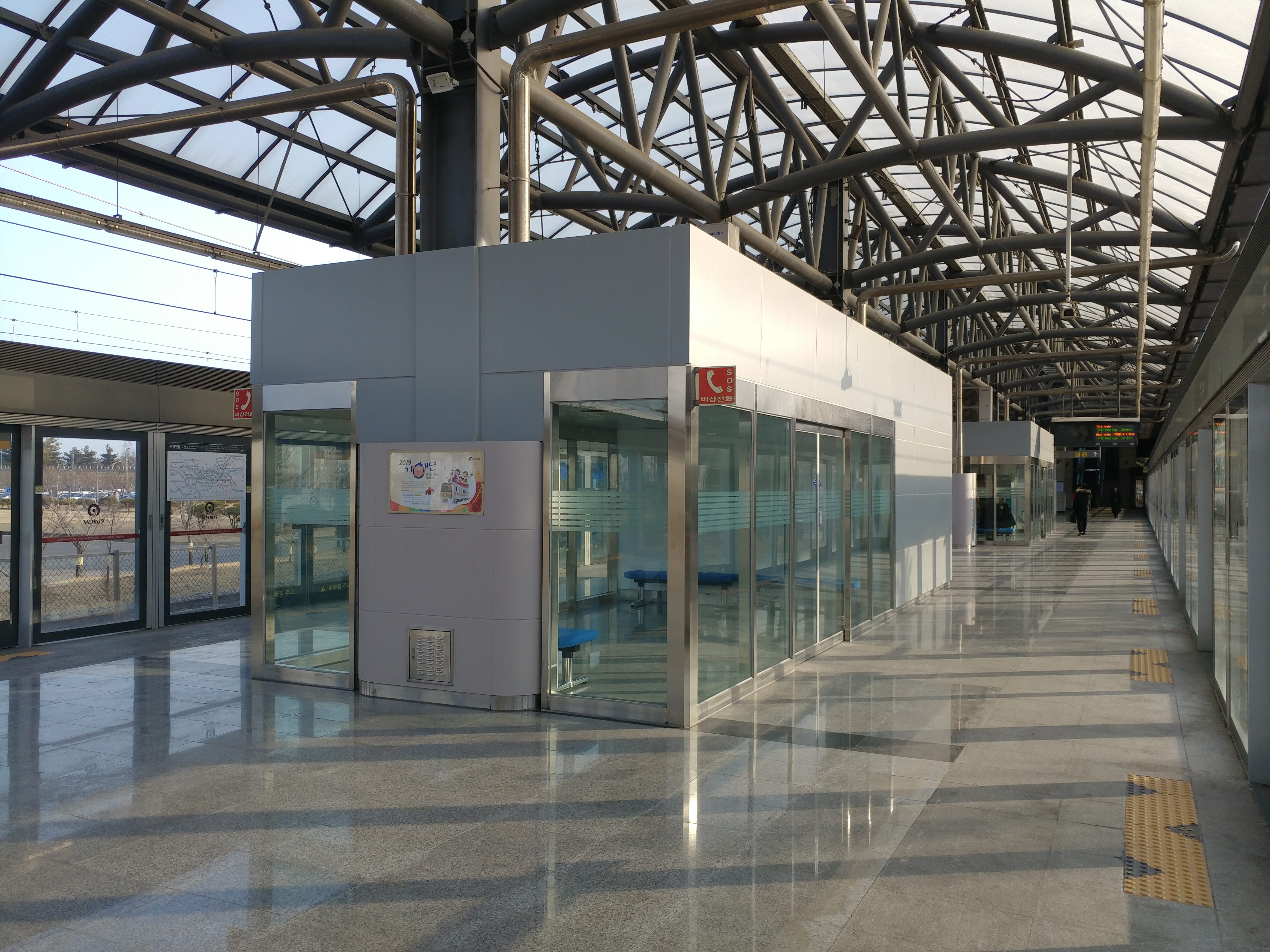
En 2019.

### Intermodalité
Des arrêts de bus urbains sont situés à proximité d'accès.

## À proximité
On trouve notamment : un centre de transfert et un centre de sécurité et le garage public de Gangseo.